# Stanislas Bober
Stanislas Bober (Nanterre, 12 de març de 1930 - 8 de juliol de 1975) va ser un ciclista francès que fou professional entre 1952 i 1961. En el seu palmarès destaca una etapa del Tour de França de 1953.

## Palmarès
- 1951
  - 1r a la París-Évreux
- 1952
  - 1r a la París-Bourges
- 1953
  - 1r al Circuit de l'Indre
  - Vencedor d'una etapa al Tour de França

### Resultats al Tour de França
- 1953. 25è de la classificació general. Vencedor d'una etapa
- 1954. 51è de la classificació general
- 1955. Abandona (6a etapa)
- 1956. Abandona (14a etapa)
- 1957. Abandona (16a etapa)
- 1958. 73è de la classificació general